# Il testimone più pazzo del mondo
Il testimone più pazzo del mondo (My Blue Heaven) è un film del 1990 diretto da Herbert Ross.

Tratta con toni leggeri da commedia le vicende del mafioso pentito americano Henry Hill, ispirandosi al romanzo Il delitto paga bene di Nicholas Pileggi. Dal romanzo è stato tratto anche il film Quei bravi ragazzi. La sceneggiatura de Il testimone più pazzo del mondo è stata realizzata da Nora Ephron, moglie dello scrittore Pileggi.

## Titoli con cui è stato distribuito
- Meu Pequeno Paraíso: Brasile, Portogallo
- Az Én kék egem: Ungheria
- Céu Azul: Portogallo
- Un diablo en el paraíso: Messico
- Gangsterilähiö: Finlandia
- Hur jag lärde en FBI-agent dansa marengo: Svezia
- Luilekkerland: Paesi Bassi
- Mi cielo azul: Argentina
- Mi querido mafioso: Spagna
- Mon coin de paradis: Canada (titolo francese)
- Das Schlitzohr von der Mafia: Germania
- The Foolish Captive: Paesi Bassi
- Un pourri au paradis: Francia (titolo televisivo)

## Location
- Atascadero, California
- Hotel del Coronado -  Orange Avenue 1500, Coronado, California
- Loyola Marymount University, Los Angeles, California  (la scena finale nello stadio di  baseball "George C. Page Stadium")
- Paso Robles, California,
- San Diego, California
- San Luis Obispo, California

## Colonna sonora
- "My Blue Heaven", musica di Walter Donaldson, testo di George Whiting, eseguita da Fats Domino
- "Surfin' USA", testo di Chuck Berry e Brian Wilson, eseguita dai The Beach Boys
- "Stranger In Paradise", testo di Bob Wright (come Robert Wright) e Chet Forrest (come George Forrest), eseguita da Tony Bennett
- "I Can't Help Myself (Sugar Honey Bunch)", testo di Brian Holland, Lamont Dozier e Eddie Holland, eseguita da Billy Hill
- "The Boy From New York City", testo di John Taylor e George Davis, eseguita da "The Ad Libs"
- "New York, New York", scritta da Fred Ebb e John Kander
- "Take Me Out To The Ball Game", testi di Albert von Tilzer e Jack Norworth (come Jerry Norworth)
- "The Star-Spangled Banner", musica di John Stafford Smith, testo di Francis Scott Key, eseguita dalla "Banda della Marina Statunitense"